# Skandinavisk Museumsforbund
Skandinavisk Museumsforbund  var en organisation grundlagt i 1915 og videreført i 2015 med navneændring til Nordisk Museumsforbund. Grundlæggelsen i 1915 afspejlede, at den politiske skandinavisme, der næsten forsvandt efter 1864, havde overlevet i en nedtonet, kulturel udgave. Det særlige ved skandinavismen / nordismen var, at dens mål var et overnationalt fællesskab, der muliggjorde, at man kunne være svensk, norsk eller dansk samtidigt med, at man også var skandinav. Et kort tilbageslag kom dog i 1905, da Norge valgte at forlade unionsfællesskabet med Sverige, til gengæld var det nu tre jævnbyrdige lande, der mødtes til forhandlinger. Første Verdenskrig fik en positiv betydning for det nordiske samvirke. Ved krigsudbruddet blev der i København, Kristiania og Stockholm udstedt enslydende neutralitetserklæringer, og herefter optrådte de tre lande i fællesskab, når der skulle forhandles med de krigsførende stater. 

## Behovet for kontakt under Første Verdenskrig
Da forbindelsen til de fleste europæiske lande var stærkt hæmmet på grund af krigen, blev det nordiske samarbejde på mange områder intensiveret, og grundlæggelsen af Skandinavisk Museumsforbund i København 1915 var et udtryk herfor. Foreningen fik en flyvende start med 89 medlemmer. Hovedmanden bag oprettelsen var Kunstindustrimuseets direktør Emil Hannover. Han lagde vægt på at få skabt en funktionsduelig forening og afviste derfor finsk deltagelse på lige fod med Danmark, Norge og Sverige. Det ville give en bestyrelse på 16 personer, og der var 6 postdage til finnerne. 
Allerede i 1916, midt under verdenskrigen, blev der afholdt et stort møde i Stockholm, hvor der blev knyttet mange varige forbindelser. Emil Hannover lagde her vægt på, at medlemmerne skulle være kyndige inden for kunst og kunstindustri, og han mente, at det var mere relevant at optage ”løsgående kunsthistorikere” end arkæologer og etnografer! Ansatte ved de få naturhistoriske museer var udelukkede, men det ændredes senere. 

## Inkluderingen af de øvrige nordiske lande
Efter Første Verdenskrig blev forbindelsen med det øvrige Europa genoptaget i fuldt omfang, og ved et møde i Göteborg i 1923 blev der dannet en finsk sektion, der straks indbød til møde i Helsingfors i 1925. Museumsforbundets navn blev drøftet ved denne lejlighed, for med finsk deltagelse ville det være rigtigt at ændre det til Nordisk Museumsforbund, men der opnåedes ikke enighed herom. 
Det islandske Nationalmuseums chef Matthías Thórdason blev medlem af museumsforbundet i 1925, men først i 1971 blev der oprettet en sektion i Island. Det skete i forbindelse med den første konference, der afholdtes her. Det var en bekræftelse på, at der nu var et velfungerede museumsvæsen i landet. På tilsvarende vis afspejlede den positive udvikling af museumsvæsenet på Færøerne sig i 1988 ved dannelsen af en egen sektion, der forestod en konference i Tórshavn i 1993. Fra Grønland er der fortsat tale om personlige medlemskaber i den danske sektion, da det hidtil ikke har været muligt at oprette en grønlandsk sektion af museumsforbundet. Det grønlandske museumsvæsen fik dog fra 1996 sin egen særskilte beskrivelse i publikationen Nordens Museer.
Trods modvilje mod ændring af museumsforbundets navn var der hos medlemmerne et klart ønske om, at foreningen burde favne alle nordiske lande. Det kom til udtryk i den skriftserie, som blev oprettet i 1932 med titlen Nordens Museer. Publikationen udkom for første gang til mødet i Lund og Malmö og indeholdt oplysninger om museumsvirksomheden i de fem nordiske lande siden mødet i 1929. Publikationen Nordens Museer blev i resten af 1900-tallet en vigtig del af museumsforbundets virke, men er i dag overflødiggjort af internettet.

## Publikationer om Skandinavisk Museumsforbund
Ved 50-års jubilæet i 1965 udgav foreningen en publikation, der redegør for alle møder og konferencer samt de publikationer, som foreningen havde udgivet. Ved 100-års jubilæet er der udgivet en publikation, Kulturel nordisme i hundrede år, hvori der rettes fokus mod andre områder af museumsforbundets virke. 

## Eksterne kilder og henvisninger
- Kulturel Nordisme i hundrede år. Skandinavisk Museumsforbund 1915-2015. Red.: Inge Adriansen. Skandinavisk Museumsforbund og Museum Sønderjylland 2015
- Nordisk Museumsforbunds statutter a 2015.